# Roppentzwiller
Roppentzwiller é uma comuna francesa na região administrativa de Grande Leste, no departamento Alto Reno. Estende-se por uma área de 4,16 km². Em 2010 a comuna tinha 705 habitantes (densidade: 169,5 hab./km²).